# Pechölstein

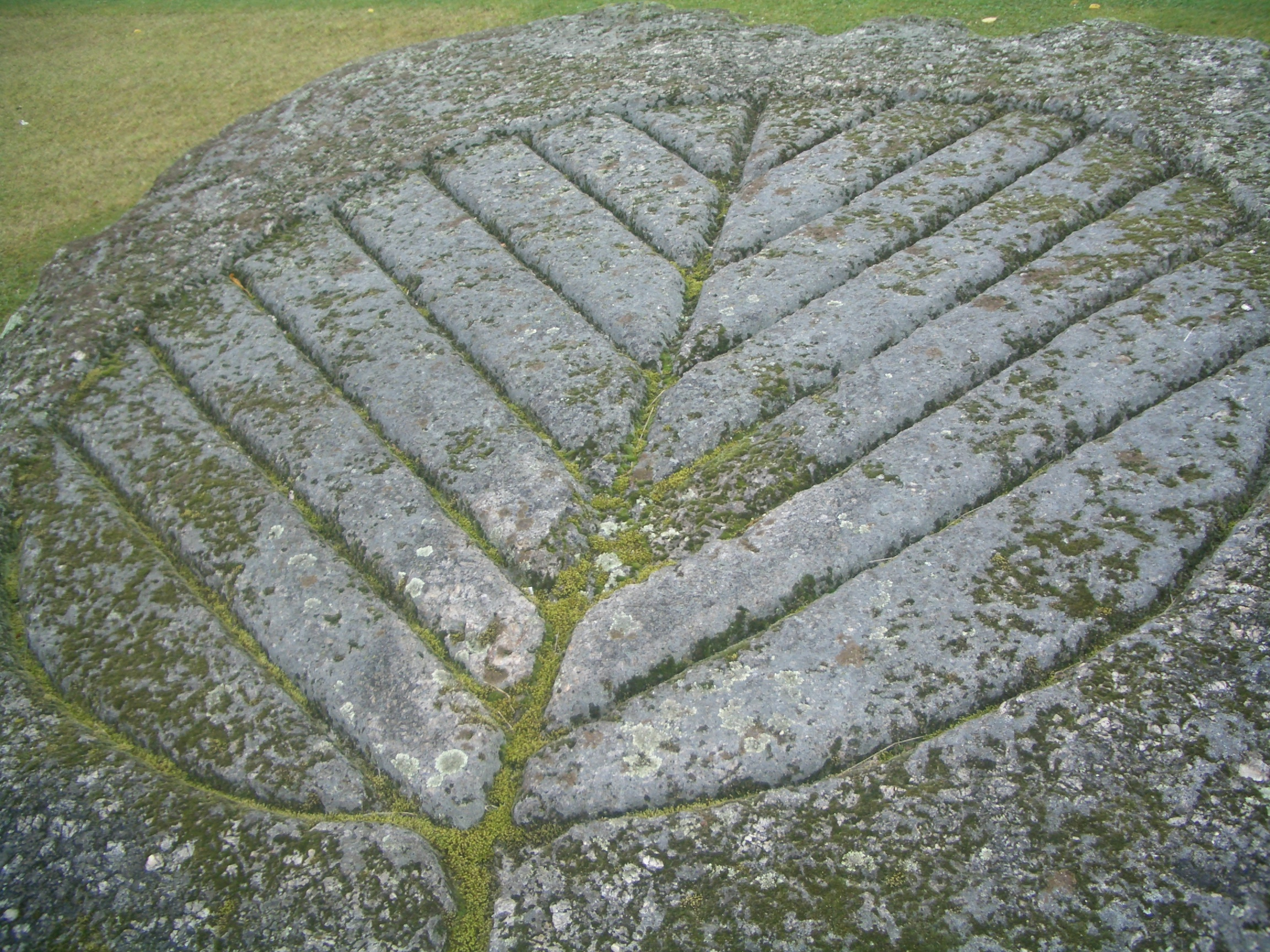
Blattähnliche Rillenfläche mit über 2 m Durchmesser eines sehr großen Pechölsteins in Hundsdorf bei Gutau, Oberösterreich

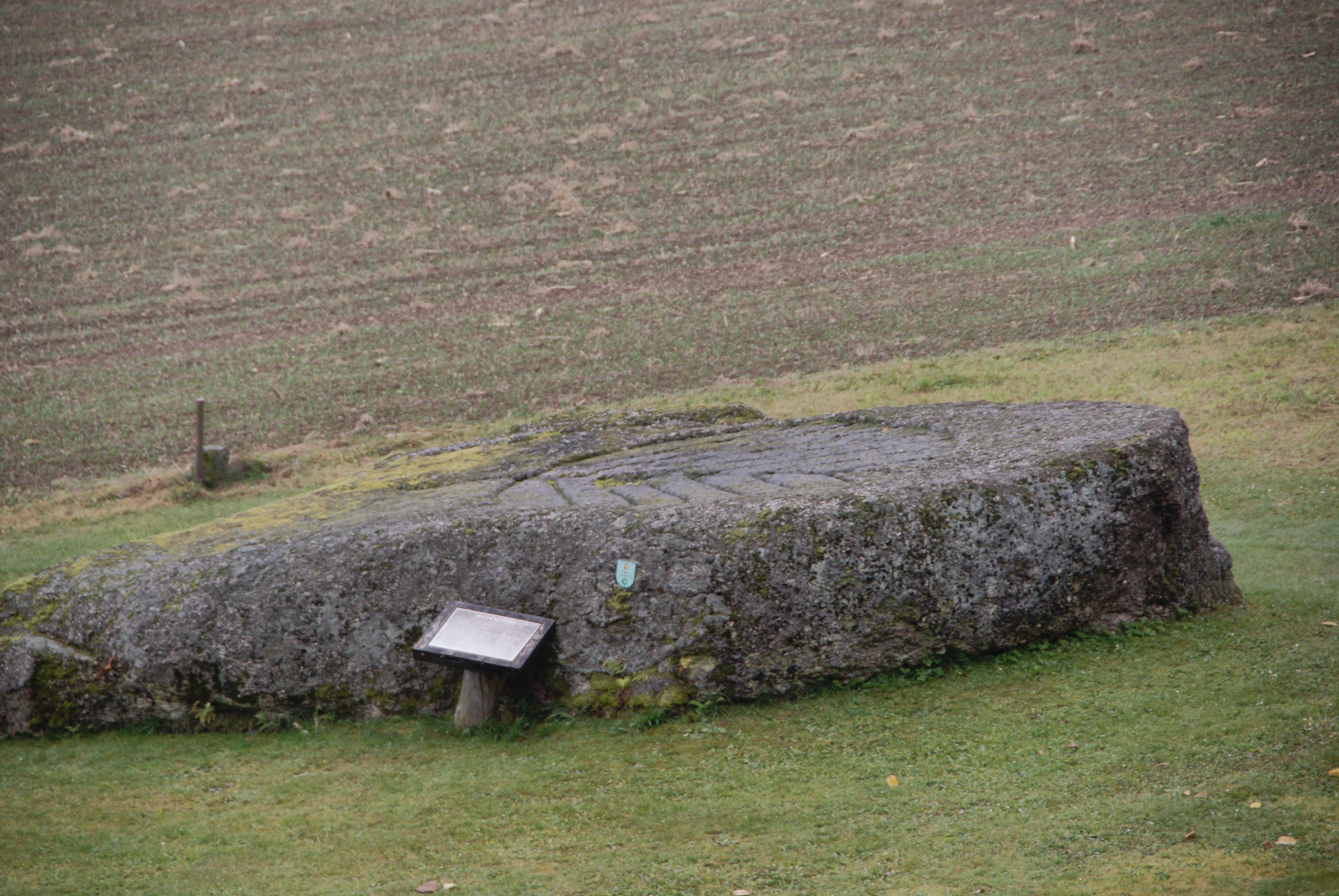
Seitenansicht des Pechölsteins in Hundsdorf bei Gutau, Oberösterreich

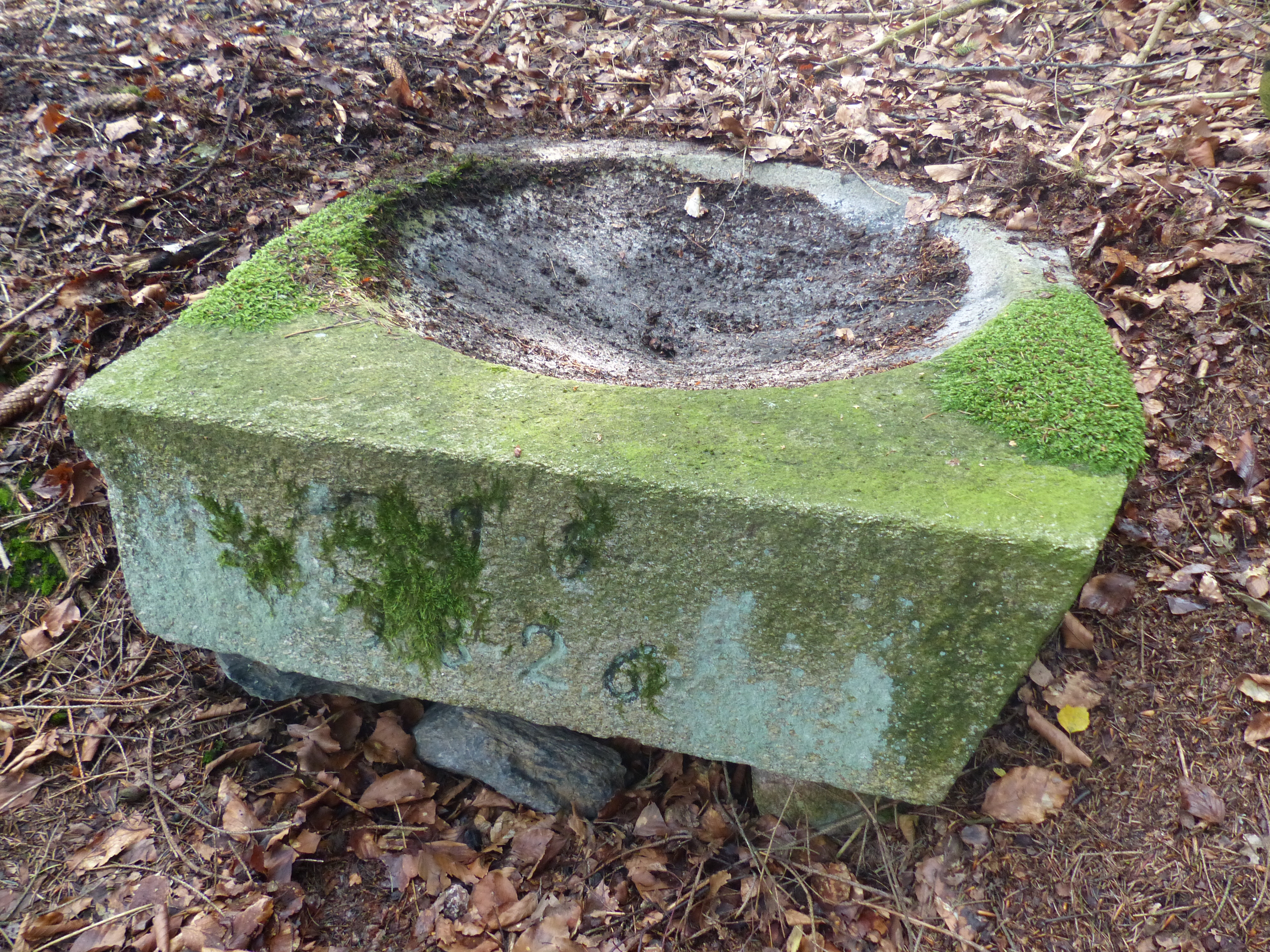
Pechstein bei Quellenreuth, Oberfranken mit schalenförmiger Pechpfanne

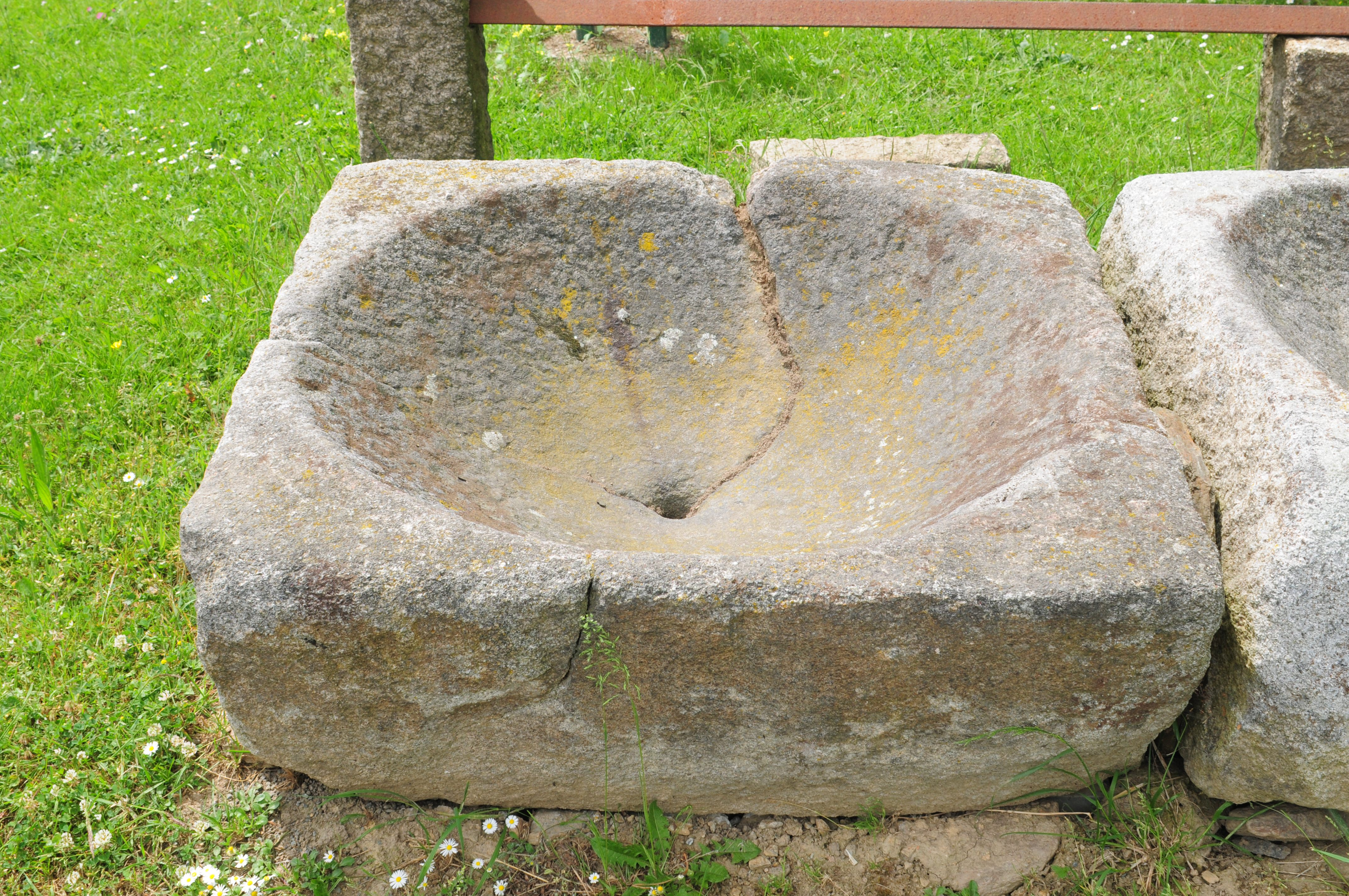
Griebenherd in Reumtengrün, Vogtland

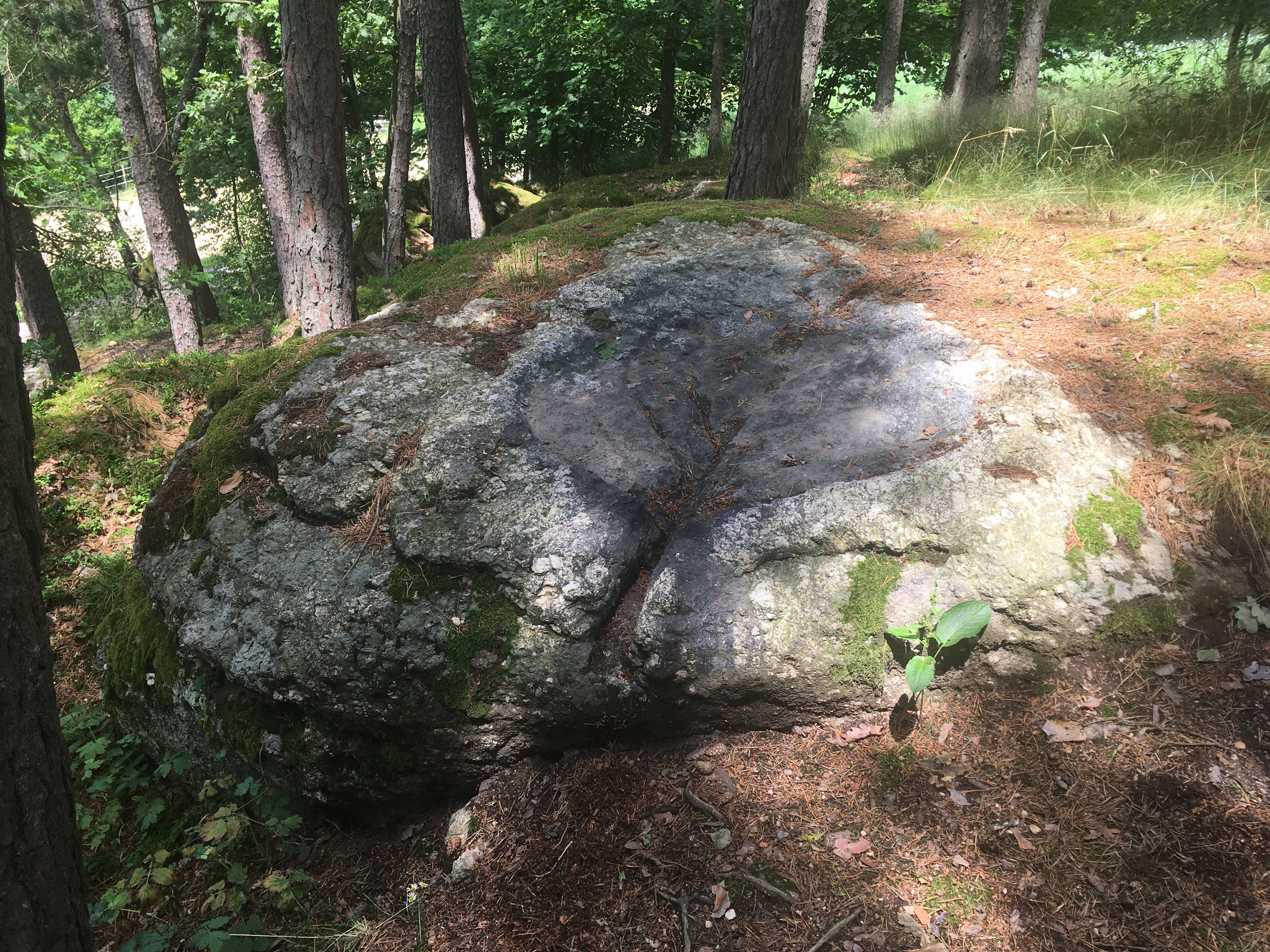
Pechölstein am Pechölweg in der Ortschaft Elz, Gemeinde Lasberg, Oberösterreich

Pechölsteine, Pechsteine, Pechpfannen oder Griebenherde werden speziell geformte und bearbeitete Steine, die früher zur Gewinnung von Pech aus harzhaltigen Kiefernästen dienten, genannt.

## Begriff
Der Stein, der zur Pechgewinnung diente, hat lokal verschiedene Bezeichnungen und es gab auch Unterschiede in der Pechgewinnung bzw. der verschiedenen gewonnenen Produkte. Pechölsteine, Pechsteine oder Griebenherde werden auch als Pechschmiersteine oder Speckschmiersteine bezeichnet. Die nächstgrößere Einheit war der Pechofen. Der Pechstein vulkanischen Ursprungs, der nicht mit der Pechgewinnung zusammenhängt, hat seinen Namen nach seiner schwarzen Farbe.

## Geschichte
Urkundliche Hinweise auf diese Art der Pechgewinnung gibt es bereits im 12. Jahrhundert.
Während der Regierungszeit von Maria Theresia findet sich in der Waldordnung des Jahres 1754 §8 die Bestimmung, dass zur Erzeugung des Pechöls nicht mehr Stämme, sondern nur mehr Wurzelstöcke und Wurzeln verwendet werden durften. Mit der Waldordnung von 1766 §32 wurde das Rinden- und Pechaushacken nur noch an Bäumen in weitest entlegenen Wäldern gestattet.
Im ausgehenden 19. bzw. im 20. Jahrhundert verdrängten pharmazeutische und andere Industrieprodukte die Gewinnung und den Gebrauch des Pechöls als Heil- oder Schmiermittel.
Das Pechölbrennen im östlichen Mühlviertel wurde im Jahr 2013 als Immaterielles Kulturerbe in Österreich eingetragen.

## Beschreibung
Pechölsteine sind mit dem Boden fest verbundene Steine mit einer ziemlich glatten Oberfläche. In diese sind blattrispenartige Rillen eingemeißelt, die abwärts in ein Abflussloch münden. 
Pechölsteine befanden sich wegen der günstigeren Sonnenbestrahlung und besseren Erwärmung der Steine fast ausschließlich auf Südhängen.
Durch die unmittelbare Waldnähe konnte die Verarbeitung des Holzes direkt vor Ort stattfinden.
Einige nicht allzu schwere Pechölsteine wurden ab dem 20. Jahrhundert in Ortszentren oder Gebäudenähe versetzt, um sie besser zur Schau stellen zu können.

## Pechgewinnung
Geeignet zur Pechgewinnung mit diesem Verfahren waren Kiefern, Fichten, Tannen und Lärchen. Das harzhaltige Holz wurde schon lange Zeit vor dem Brennvorgang gesammelt und getrocknet. In Spätfrühling oder Sommer wurden die Holzstücke dann pyramidenförmig auf dem Stein aufgeschichtet und mit Fichtenästen, Erde und Rasenstücken abgedeckt. Dieser Meiler wurde dann mindestens einen Tag lang befeuert. Das wegen Sauerstoffmangels nicht brennende Holz gab dabei Pech (Holzteer) ab. Dieses wurde durch Abflüsse oder Rinnen, die in die Pechölsteine geschlagen sind, in ein Behältnis geleitet. Gewonnen wurden verschiedene Sorten Pech (siehe z. B. Birkenpech) bzw. Teer, außerdem auch Terpentin und Holzkohle.

## Verwendung des Pechöls
Das Pechöl wurde als Salbe oder, mit Schweinefett gemischt, als Wagenschmiere verwendet. In der Tiermedizin kommt es auch heute noch zum Einsatz. Pferden wird es bei Strahlfäule auf den Huf aufgetragen. Bei Rindern, die auf der Alm an Larvenbefall leiden, wird das Pechöl als Desinfektionsmittel für die betroffenen entfernten Hautteile verwendet.

## Beispiele
Im oberösterreichischen Mühlviertel befinden sich
- mehrere Naturdenkmäler im Bezirk Freistadt in den Gemeinden Gutau, Schönau im Mühlkreis und Unterweißenbach, dazu noch ein unter Denkmalschutz stehender Stein in Gutau
- mehrere Naturdenkmäler im Bezirk Perg, nämlich die Pechölsteine in Rechberg und in St. Thomas am Blasenstein
- und über 65 weitere Pechölsteine[8], unter anderem in Allerheiligen[9], Kaltenberg[10], Königswiesen[11], Schwertberg[12] und Weitersfelden.[13]
- In der Ortschaft Elz in der Gemeinde Lasberg existieren mehrere Pechölsteine. Darüber hinaus besteht ein Rundweg, der die Thematik des Pechölbrennens erklärt.[14]
- Im Oberen Mühlviertel gibt es nur wenige Kiefern, weshalb das Pechölbrennen auf Granitfelsen dort viel weniger ausgeübt wurde.[15] Von den 6 Pechölsteinen, die 1939 im Bezirk Rohrbach erfasst wurden, war im Jahr 1969 keiner mehr auffindbar.[16] Ein „mobiler“ Pechölstein, der sich zuvor am Haselberg in der Nähe der Ortschaft Freundorf befand, wurde um das Jahr 2000 von Helmut Mitgutsch, seinerzeit Wanderreferent der Gemeinde, an den jetzigen Standort südlich der Kirche in Klaffer am Hochficht verlegt.

Weitere Beispiele:
- Pechsteine in Quellenreuth, Götzmannsgrün und Völkenreuth, Ortsteile von Schwarzenbach an der Saale stehen unter Denkmalschutz
- Griebenherde in Gunzen, Raun, Reumtengrün, Mechelgrün und Wernesgrün im sächsischen Vogtlandkreis